# Kevin De Bruyne
Kevin De Bruyne, född 28 juni 1991 i Drongen, Belgien, är en belgisk fotbollsspelare som spelar för SSC Napoli i Serie A och det belgiska landslaget.
De Bruyne är känd för sina exceptionella passningar, skott och dribblingsförmåga. Han anses allmänt vara en av de bästa  fotbollsspelarna i världen och har ofta beskrivits som en "komplett" mittfältare.

## Klubblagskarriär

### Tidig karriär och Genk
De Bruyne började sin karriär hos hemstadsklubben KVV Drongen. Två år senare gick han med i Gent men flyttade sedan till Genk 2005. De Bruyne fortsatte sin utveckling under ungdomsåren och belönades för sina framsteg genom att bli befordrad genom att han tog steget upp till Genks A-trupp 2008.

### Chelsea
Den 31 januari 2012 kom Premier League-klubben Chelsea och Genk överens om ett permanent avtal av De Bruyne. Chelsea ska ha betalt en avgift på sju miljoner pund, vilket motsvarar cirka 83 miljoner kronor. Avtalet mellan De Bruyne och Chelsea var skrivet på fem och ett halvt år. Han stannade dock i Genk säsongen ut, men då endast på lån.
Den 18 juli 2012 debuterade De Bruyne för Chelsea i en vänskapsmatch mot MLS-klubben Seattle Sounders FC i en 4–2-seger. De Bruyne spelade också första halvlek mot Ligue 1-klubben Paris Saint-Germain på Yankee Stadium i New York.

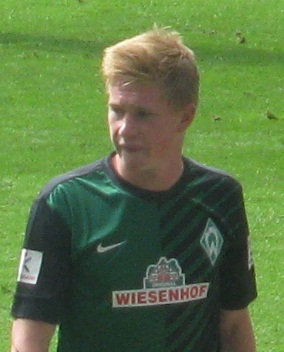
De Bruyne i Werder Bremen

#### Lån till Werder Bremen
Den 31 juli 2012 meddelade Chelsea att De Bruyne skulle gå med Werder Bremen i Bundesliga på ett säsongslångt låneavtal. Han gjorde sitt första mål för Bremen i ett 3–2-förlust mot Hannover 96 den 15 september 2012. Han fortsatte i sin goda form och gjorde mål i Bremens nästa match, när man då spelade 2–2 med VfB Stuttgart, den 23 september 2012.
De Bruyne kom tillbaka i målprotokollet den 18 november 2012 när han gjorde det avgörande målet - trots att hans lag var nere på tio man - när Bremen hämtade upp ett underlag till att besegra Fortuna Düsseldorf med 2–1. 
De Bruyne gjorde sitt första mål på över två månader den 4 maj 2013, då han gjorde ett tröstmål i Bayern Münchens 6–1-utklassning. Han gjorde även lagets 2–0-mål hemma mot TSG Hoffenheim innan Sven Schipplock utjämnade matchen med sina två mål till slutresultatet 2–2. De Bruyne följde upp detta med ett mål i Bremens nästa match och säkrade därmed en plats i Bundesliga inför nästa säsong då man spelade lika 1–1 mot Eintracht Frankfurt den 11 maj 2013.

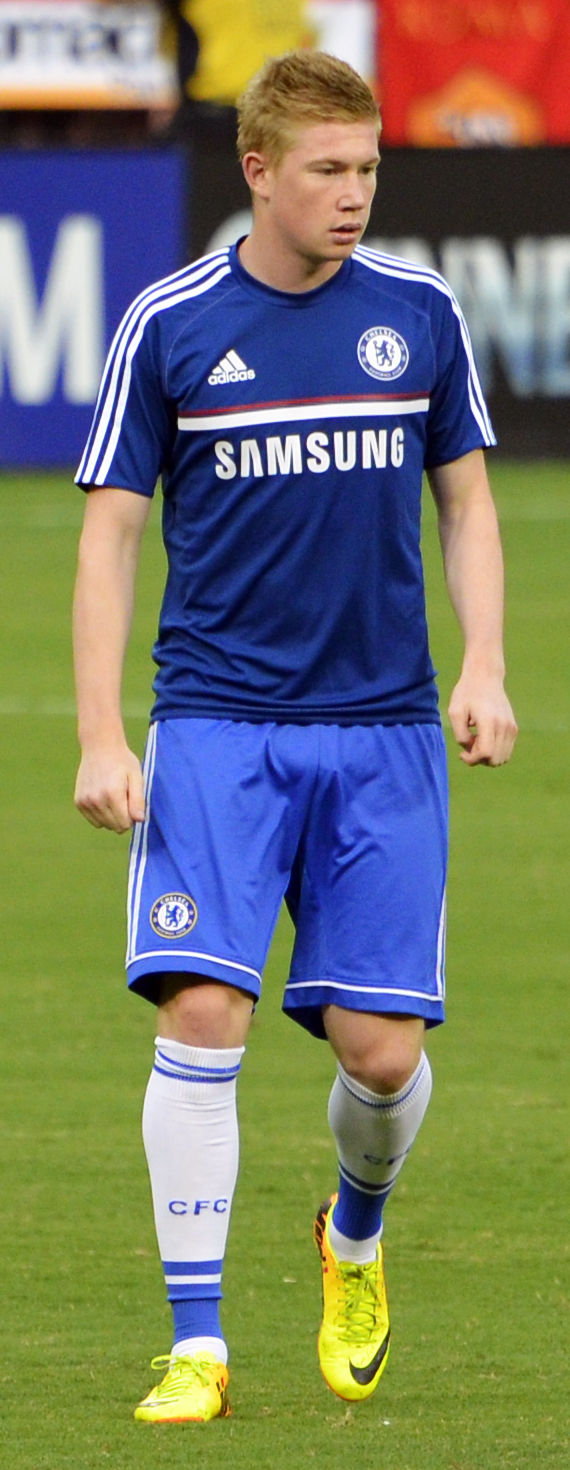
De Bruyne i Chelsea

### Tillbaka till Chelsea
Efter ett framgångsrikt lån i Bundesliga med Werder Bremen, kopplades De Bruyne ihop med övergångar till att stanna i Tyskland med antingen Borussia Dortmund eller Bayer Leverkusen. Huvudtränaren José Mourinho försäkrade dock att De Bruyne var en del av Chelseas framtidsplaner och spelaren skulle återvände officiellt till Chelsea den 1 juli 2013.
De Bruyne skadade sitt knä när han gjorde sitt första mål för Chelsea, i en vänskapsmatch inför säsongen mot Malaysia XI, men var ändå redo att göra sin tävlingsdebut för Chelsea när väl Premier League säsongen 2013/14 mot Hull City startade. Det var även den matchen han gjorde sin första assist i Premier League när Chelsea vann med 2–0.

### Wolfsburg

#### Säsongen 2013/14
Den 18 januari 2014 skrev De Bruyne på för den tyska klubben VfL Wolfsburg. Wolfsburg ska ha betalat en avgift på 18 miljoner pund (ungefär 212 miljoner kronor) till Chelsea för spelaren underskrift. Den 25 januari 2014 debuterade han för klubben i en 3–1-hemmaförlust mot Hannover 96. Den 12 april 2014 gjorde De Bruyne två assist i en 4–1-seger mot 1. FC Nürnberg. Efter en vecka gjorde han sitt första mål för Wolfsburg i 3–1-bortaseger mot Hamburger SV. Han gjorde också mål i de två sista matcherna av Bundesligasäsongen och hjälpte laget att vinna mot VfB Stuttgart och Borussia Mönchengladbach.

#### Säsongen 2014/15
De Bruyne gjorde sitt första mål för säsongen 2014/15 den 2 oktober 2014 när han volleyade en rensning utanför straffområdet för att rädda laget från förlust, matchen slutade oavgjort 1–1 mot Lille i Europa League. I den tredje gruppspelsmatchen borta mot Krasnodar den 23 oktober gjorde De Bruyne två mål när Wolfsburg säkrade sin första seger i turneringen när man vann med 4–2. Den 30 januari 2015 gjorde han ännu ett mål i en 4–1-hemmaseger mot Bayern München, vilket kom att blev Bayerns första förlust i Bundesliga sedan april 2014. Den 1 mars 2015 gjorde De Bruyne tre assist när man besegrade hans gamla klubb Werder Bremen med 5–3.

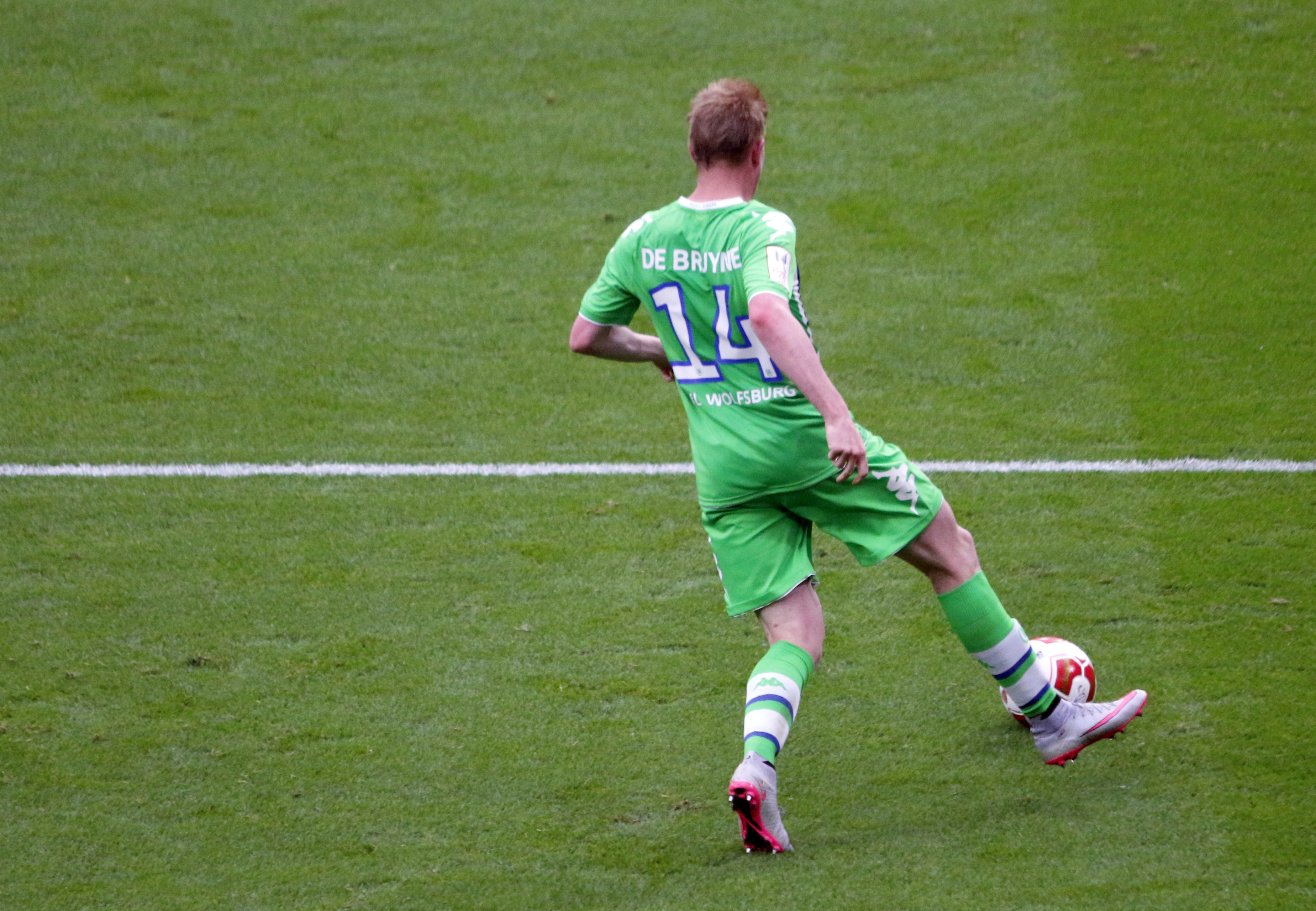
De Bruyne i VfL Wolfsburg

Den 12 mars 2015 gjorde De Bruyne två mål i en 3–1-seger i första matchen i Europa League 16-delsfinalen mot Inter. Den 15 mars 2015 gjorde han ett mål och två assist i 3–0-seger över SC Freiburg.
De Bruyne avslutade ligasäsongen med 10 mål och 19 assist, vilket kom att blev ett nytt Bundesliga-rekord, då Wolfsburg slutade på en andra plats i Bundesliga och kvalade sig därmed till UEFA Champions League 2015–16. Den 30 maj 2015 startade och gjorde han mål i DFB-Pokal-finalen 2015 när Wolfsburg besegrade Borussia Dortmund med 3–1 på Olympiastadion i Berlin.
De Bruyne avslutade sin "breakoutsäsong" med 16 mål och 26 assist i alla tävlingar, och utsågs till Årets fotbollsspelare i Tyskland 2015.

#### Säsongen 2015/16
De Bruyne började säsongen med att vinna DFL-Supercup 2015 mot Bayern München och assisterade Nicklas Bendtners kvittering i 89:e matchminuten till resultatet 1–1 och sedan gjorde han ett mål i straffavgörandet. Den 8 augusti 2015 fortsatte han sin goda form genom att göra sitt första mål för säsongen och även två assist i en 4–1-seger på Stuttgarter Kickers i första omgången av DFB-Pokal.
I augusti började ryktena om att den engelska klubben Manchester City var intresserade av att signa De Bruyne, vilket han själv uttalade att han inte skulle tvinga Wolfsburg att sälja honom, men sade också att han inte kunde ignorera intresset från Manchester City och sa: "Om ett erbjudande kommer, kommer jag att höra det och hur mycket det är, men jag har ännu inte hört någonting... Jag skulle inte åka till England bara för att bevisa att jag kan spela där. Jag behöver inte åka till England... Om jag åker dit är det för mig och för min familj är det ett bra val. Det är nyckeln för mig."
Den 10 augusti rapporterades att Manchester City hade gjort lagt ett andra bud på De Bruyne värt 47 miljoner pund (cirka 557 miljoner kronor). Wolfsburgs sportschef, Klaus Allofs, uppgav att klubben skulle kämpa för att hålla honom kvar och sa "Jag tror att vissa andra klubbar definitivt har riktat pilarna på Kevin... Det finns enorma summor på bordet och jag kan förstå varför Kevin lämnar allt öppet."
Den 27 augusti rapporterades det att Manchester City hade lagt ett tredje bud på De Bruyne till ett värde av 58 miljoner pund (cirka 687 miljoner kronor) till Wolfsburg. Klaus Allofs sa även att City hade gjort ett "häpnadsväckande" lönerbjudande till De Bruyne.

### Manchester City

#### Säsongen 2015/16

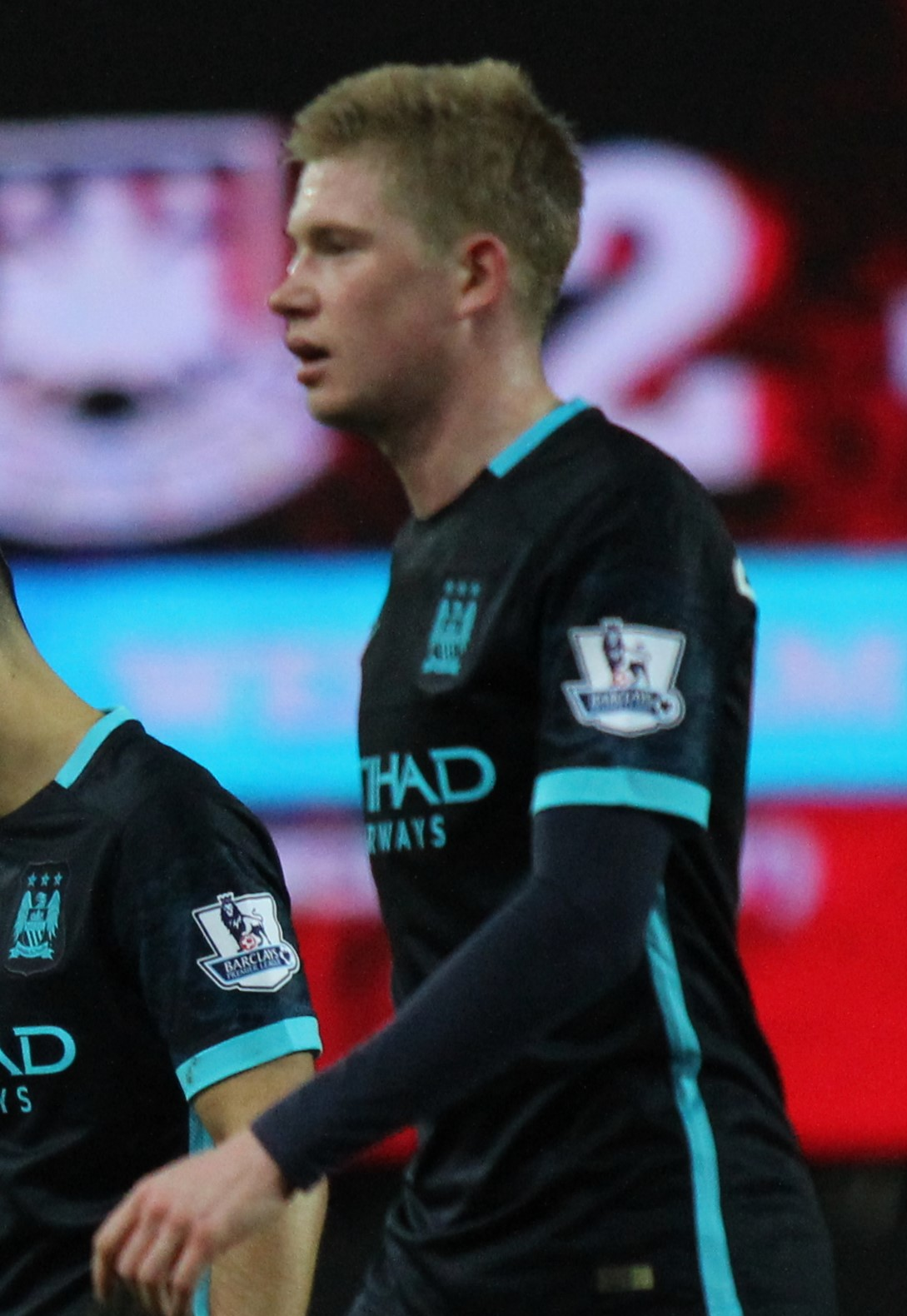
De Bruyne i Manchester City, januari 2016

Den 30 augusti 2015 skrev De Bruyne på ett sexårskontrakt med Manchester City. Slutsumman för affären ska ha kostat City en ny klubbrekordavgift på 55 miljoner pund (652 miljoner kronor), vilket gjorde honom till den näst dyraste spelaren i brittisk fotbollshistoria efter Ángel Di María flyttade till Manchester United 2014. Han debuterade för laget i Premier League den 12 september mot Crystal Palace och ersatte då den skadade Sergio Agüero i den 25:e matchminuten. Den 19 september gjorde han sitt första mål för klubben mot West Ham United på stopptiden i första halvlek i en 2–1-förlust. Han fortsatte att göra mål i en 4–1-seger mot Sunderland, den 22 september i engelska ligacupen. Han gjorde även mål i en 4–1-förlust mot Tottenham Hotspur i Premier League den 26 september. Den 3 oktober gjorde han mål i lagets 6–1-seger mot Newcastle United.
Den 2 oktober tillkännagavs De Bruyne som en av kandidaterna för det prestigefyllda FIFA Ballon d'Or-utmärkelsen, tillsammans med lagkamraterna Sergio Agüero och Yaya Touré. Bara 18 dagar senare, den 20 oktober, avslöjades han av FIFA som en av spelarna på den 23-man-kortalistan för Ballon d'Or-priset. Den 21 oktober gjorde De Bruyne mål när man möte Sevilla i UEFA Champions League för att ta City förbi gruppledarna Juventus, med tre matcher kvar att spela. Den 1 december gjorde han ytterligare ett mål i en 4–1-seger mot Hull City för att ta sitt Manchester City till semifinalen i ligacupen.
Den 27 januari 2016 gjorde De Bruyne ett mål i ligacup-semifinal mot Everton som man vann med 3–1, men han drabbades av en skada i höger knä som skulle hålla honom utanför laget i två månader. Den 2 april återvände De Bruyne från sin knäskada i en 4–0-seger mot Bournemouth på Dean Court när han gjorde lagets andra mål i den tolfte matchminuten. Fyra dagar senare gjorde han öppningsmålet i en 2–2-match mot Paris Saint-Germain i UEFA Champions League-kvartsfinalens första omgång på Parc des Princes. Den 12 april gjorde De Bruyne det vinnande målet mot Paris Saint-Germain och avancerade Manchester City till Champions League-semifinalen, för första gången i klubbens historia, med ett slutresultatet 3–2. Mark Ogden skrev i The Independent: "Det var ett fantastiskt mål från belgaren, som tog en touch för att kontrollera bollen innan han rullade den bortom Kevin Trapp från kanten av straffområdet." De Bruynes nästa mål kom den 8 maj 2016 i 2–2-match mot Arsenal.

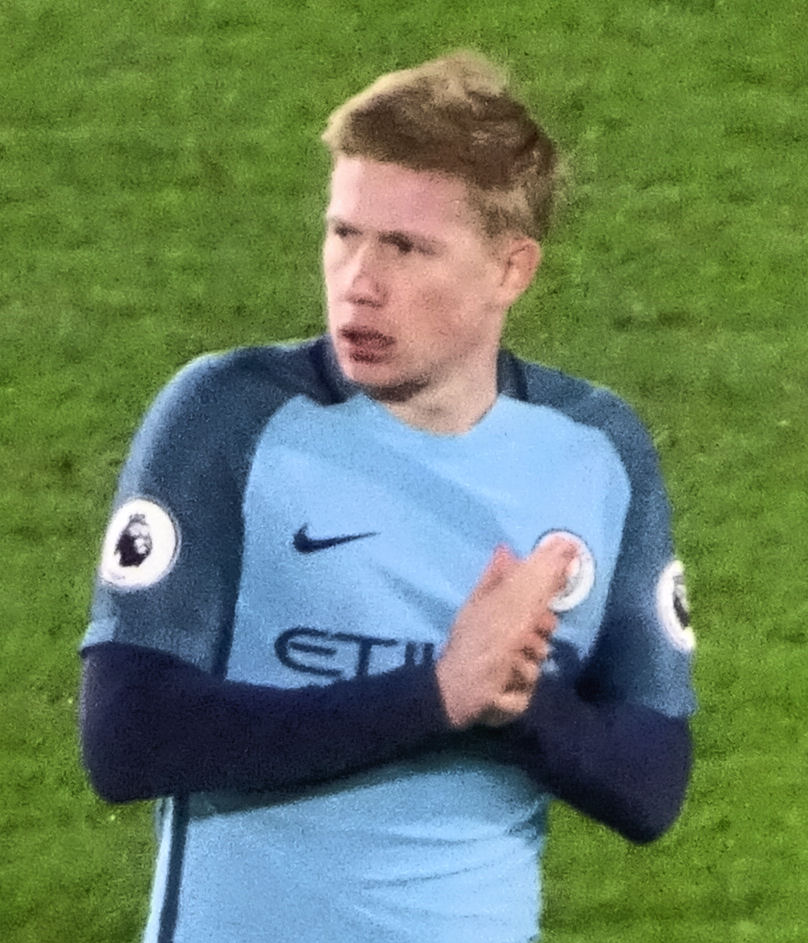
De Bruyne i Manchester City under en match mot Hull City, 26 december 2016

#### Säsongen 2016/17
Den 10 september 2016 gjorde De Bruyne mål och hjälpte laget att vinna det första Manchester-derbyt för säsongen som City vann med 2–1. Han tilldelades Man of the Match efteråt. Den 17 september 2016 tilldelades De Bruyne Man of the Match ännu en gång, i en 4–0-seger mot Bournemouth. De Bruyne gjorde det första målet i matchen och assisterade till det fjärdemålet, han var även inblandad i både det andra och tredje målet också, med sitt förarbete. Efter ett landslagsuppehåll drog Manchester City igång sina matcher igång då man tog emot Everton. Matchen spelades den 15 oktober 2016 och slutresultatet skrevs till 1–1. Både Agüero och De Bruyne missade varsin straff medan Nolito kom från bänken och kvitterade åt City i den 72:a matchminuten. Den 1 november gjorde De Bruyne ett frisparksmål i lagets 3–1 seger mot FC Barcelona. Den 21 januari 2017 var De Bruyne inblandad i båda Citys mål, efter att han gjort ett själv och också assisterade Leroy Sané i en 2–2-match med Tottenham Hotspur; han utsågs därefter till Man of the Match. Den 19 mars 2017 visade De Bruyne upp en utmärkt prestation i en 1–1-match mot Liverpool på Etihad Stadium, då han assisterade fram Agüero till Citys mål. Manchester City slutade på en tredjeplats i Premier League bakom Tottenham Hotspur och ligavinnaren Chelsea. De Bruyne själv gjorde totalt 49 matcher i alla tävlingar där han stod för sju mål och 21 assist. Endast i Premier League spelade han alla matcher förutom två, varav han gjorde sex mål och 19 assist.

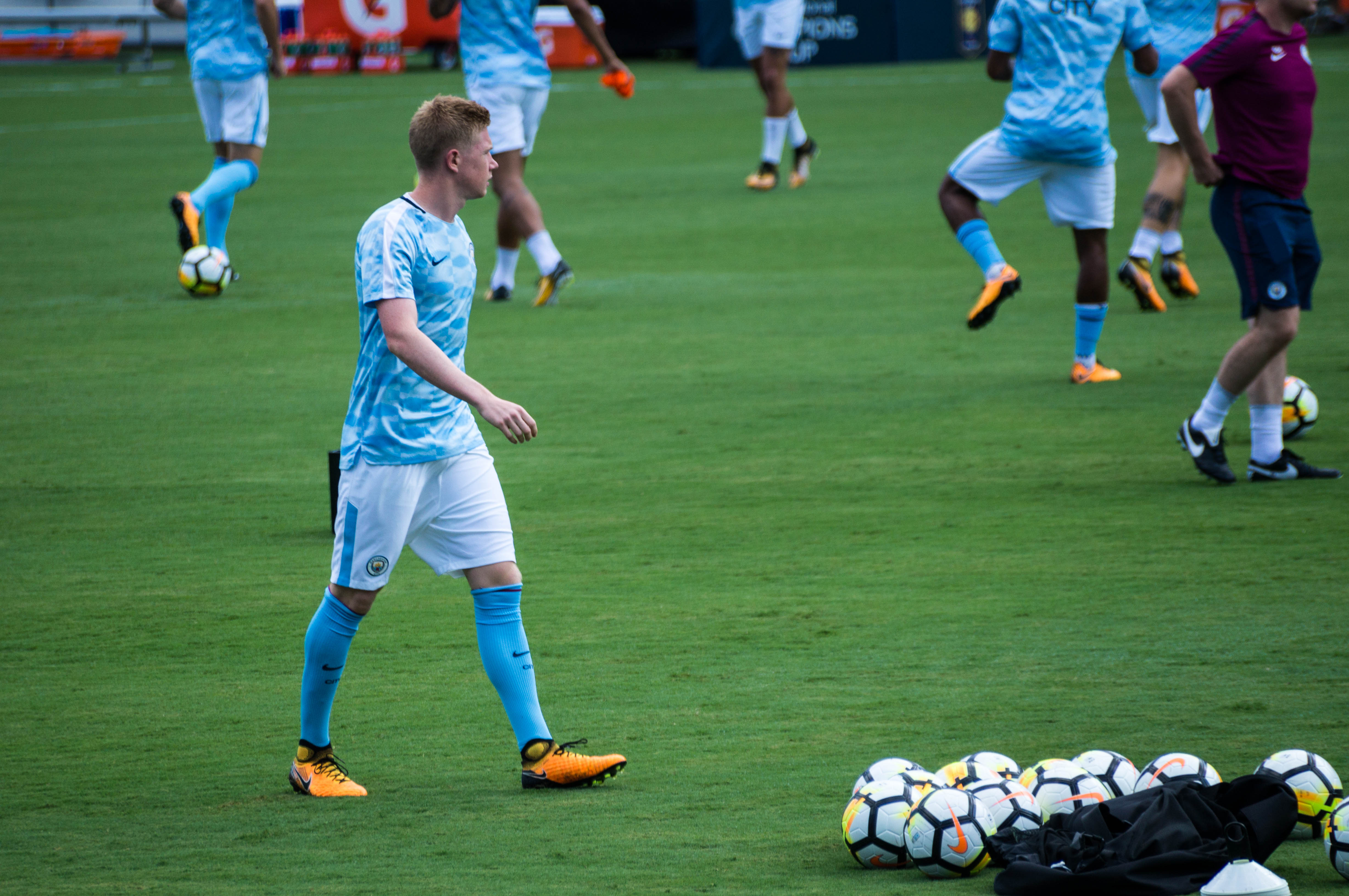
De Bruyne i juli 2017

#### Säsongen 2017/18
De Bruyne assisterade både Agüero och Gabriel Jesus mål den 9 september 2017 i en 5–0 hemmaseger över Liverpool. Den 16 september assisterade De Bruyne Agüero ännu en gång i seger med 6–0 mot Watford. Den 26 september gjorde De Bruyne sitt första mål för säsongen 2017/18 i en 2–0-seger mot Shakhtar Donetsk. Den 30 september 2017 gjorde han sitt första mål för Premier League säsongen 2017/18, då City slog De Bruynes tidigare klubb Chelsea med en 1–0 Stamford Bridge i London. Den 14 oktober gjorde De Bruyne två assist i en 7–2 seger mot Stoke City. Den 5 november gjorde De Bruyne mål i 3–1-seger mot Arsenal. Den 18 november gjorde han även ett mål i en 2–0-seger mot Leicester City. Den 29 november gjorde han Citys öppningsmål och assisterade Sterlings sista minuten-mål i en 2–1-seger mot Southampton.
Den 13 december gjorde De Bruyne ett av målen i en 4–0-seger mot Swansea City, vilket förlängde Citys rekordlånga av vinstsvit med 15 matcher. Den 16 december gjorde han ytterligare ett mål i en 4–1-seger mot Tottenham Hotspur, med Pep Guardiola sa efter matchen att De Bruyne "hjälper klubben att bli en bättre institution". Den 27 december gjorde De Bruyne en assist till Sterlings mål i en 1–0-seger mot Newcastle United. Den 9 januari gjorde De Bruyne ett av målen i en 2–1 seger mot Bristol City i första matchen av semifinalen i EFL-cupen. Den 20 januari gjorde han en assist till Agüeros första mål i matchen (som sedan gjorde ett hattrick i matchen), i en 3–1 seger mot Newcastle United.
Den 22 januari 2018 undertecknade De Bruyne ett nytt långtidskontrakt med City, vilket höll honom kvar fram till 2023. Den 23 januari gjorde han det vinnademålet i en 3–2-seger mot Bristol City i EFL Cup-semifinalens andra match, vilket hjälpte City att gå vidare till finalen då man vann borde matcherna med ett sammanlagd resultat på 5–3. Den 31 januari gjorde han både mål och assist i en 3–0-seger mot West Bromwich Albion och utsågs därefter till Man of the Match. Den 10 februari gjorde han tre assist, två till Sergio Agüero och en till Raheem Sterling, i en 5–1-seger mot Leicester City. Den 25 februari startade han i EFL-cupfinalen 2018 mot Arsenal och spelade hela matchen, Manchester City vann 3–0 och vann därmed sin första titel för säsongen 2017/18. Titeln blev även Pep Guardiolas första för klubben.

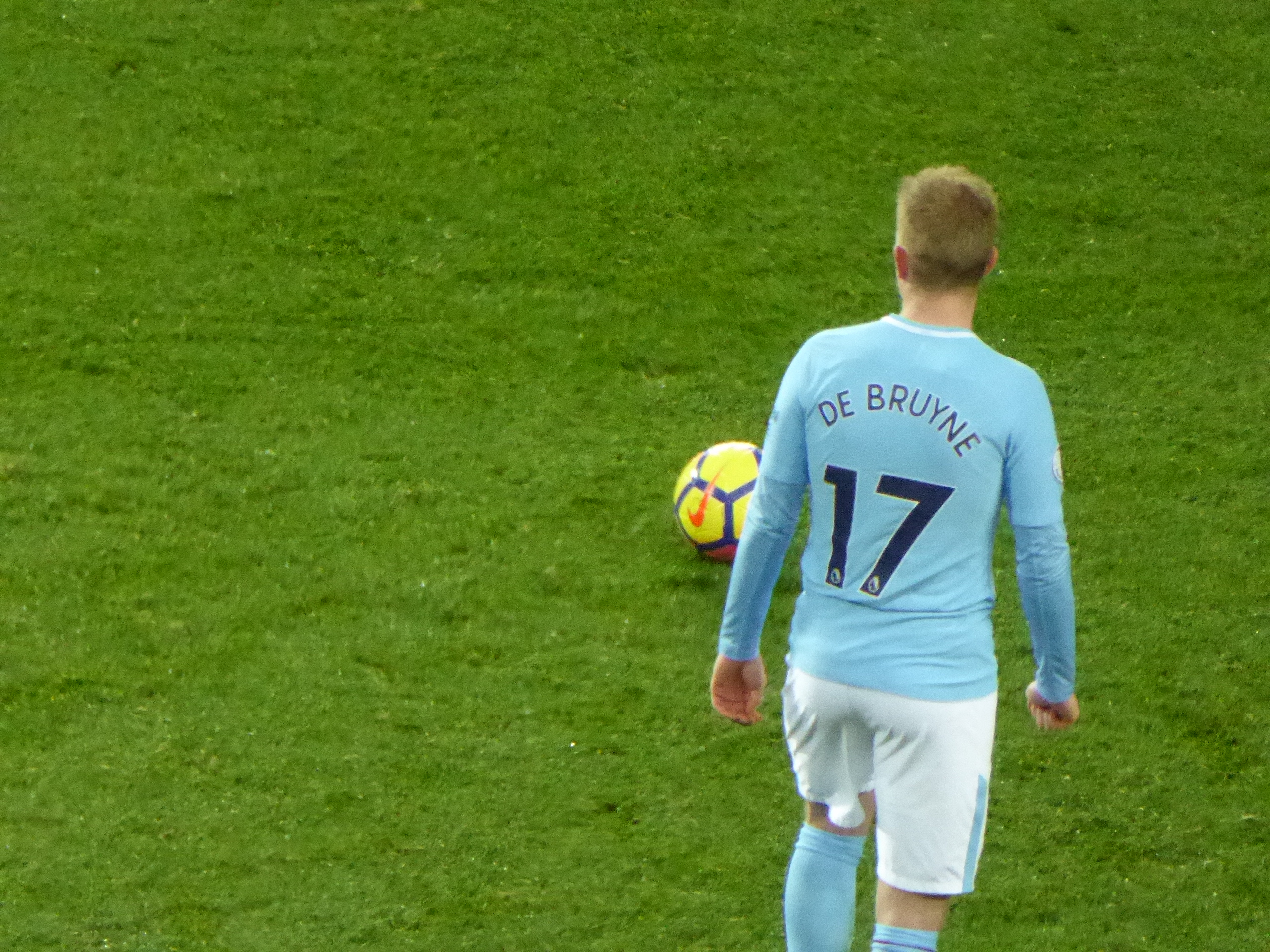
De Bruyne i ett derby mot Manchester United

Den 31 mars 2018 gjorde han en assist till Gabriel Jesus när man slog Everton med 3–1, vilket säkerställde att City bara behövde ytterligare en seger för att säkra Premier League-titeln. Den 22 april gjorde han ett mål när man besegrade Swansea City med 5–0. Den 13 maj, under den sista matchen för säsongen, assisterade De Bruyne Gabriel Jesus vinnarmål i en 1–0-seger mot Southampton, vilket gjorde att Manchester City avslutade ligasäsongen med otroliga 100 poäng. De Bruyne röstades också ut som Man of the Match. Efter att ha gjort 16 assist under ligasäsongen vann De Bruyne priset för Premier League Playmaker of the Season. Han valdes också ut i årets PFA-lag och röstades också som säsongens spelare i Manchester City.

#### Säsongen 2018/19
Den 15 augusti 2018 drabbades De Bruyne av en knäskada under ett träningspass, där flera nyhetswebbplatser rapporterade att han potentiellt inte kunde spela i upp till tre månader. Två dagar senare bekräftade Manchester City att han hade drabbats av en skada på det yttre ledbandet i högra knä, men inte behövde operation. Han förväntades att inte spela på tre månader. Strax efter att De Bruyne återvänt till träning och match i oktober 2018 drabbades han åter av en ledbandsskada i fjärde omgången av EFL Cup mot Fulham. Skadan förväntades hålla honom borta från spel i 5-6 veckor, men han var tillbaka i full träning mycket tidigare än väntat och efter bara tre veckors var han tillbaka på planen. Han kom in som ersättare i FA-cupfinalen mot Watford, gjorde det tredje målet och assisterade ytterligare två, då City vann den första inhemska trippeln engelsk herrfotboll. De Bruyne utsågs till Man of the Match efter finalen.

#### Säsongen 2019/20
Den 30 november 2019 gjorde De Bruyne en halv volley i en 2–2-match mot Newcastle i Premier League- Målet röstades senare som månadens mål i november. Den 15 december 2019 gjorde han ett mål i en 3–0-seger mot Arsenal på Emirates Stadium. De Bruyne gjorde sitt 50:e City-mål sammanlagt i alla tävlingsformer den 26 februari 2020 i en 2–1-seger över Real Madrid i Champions League.
I säsongens sista Premier League-match slog City Norwich City med 5–0 på hemmaplan. De Bruyne gjorde två mål och en assist vilket motsvarade Thierry Henrys rekord för flest assist på en säsong (20), han vann också sin andra Playmaker of the Season-utmärkelse. Dessutom blev han den första spelaren i historien som nådde 20 assist på en enda säsong i två av Europas fem bästa ligor. Hans mål i den matchen gjorde att han vann månadens Premier League-mål för andra gången under säsongen.
I slutet av säsongen tilldelades han Premier League Player of the Season efter att han gjort 13 mål, 20 assist och skapade 104 chanser målchanser för City, vilket var mest för en spelare i någon av Europas fem bästa ligor sedan 2006. Han utsågs också till årets PFA-lag och vann utmärkelsen PFA Player of the Year och blev därmed den första Manchester City-spelaren någonsin tilldelas utmärkelsen.

#### Säsongen 2020/21
Den 21 september 2020 gjorde De Bruyne mål och assist i en 3–1-bortaseger mot Wolves i Citys första match för säsongen. När man möte de regerande Premier League-mästarna Liverpool assisterade De Bruyne Gabriel Jesus utjämning innan han även gjorde så att City tilldelas straff. De Bruyne missade dock straffen och slutresultat skrevs till 1–1. De Bruyne blev tvåmålsskytt för City den 10 mars 2021 när man slog Southampton komfortabelt med 5–2 i Premier League. Den 7 april 2021 förlängde De Bruyne sitt kontrakt med City fram till 2025.
Den 25 april 2021 vann De Bruyne och Manchester City säsongens första titel då man besegrade Tottenham med 1–0 på Wembley Stadium i Ligacup-finalen. Endast tre dagar efteråt gjorde ett mål när Manchester City slog Paris Saint-Germain med 2–1 borta i den första matchen av semifinalen i Champions League.

#### Säsongen 2021/22

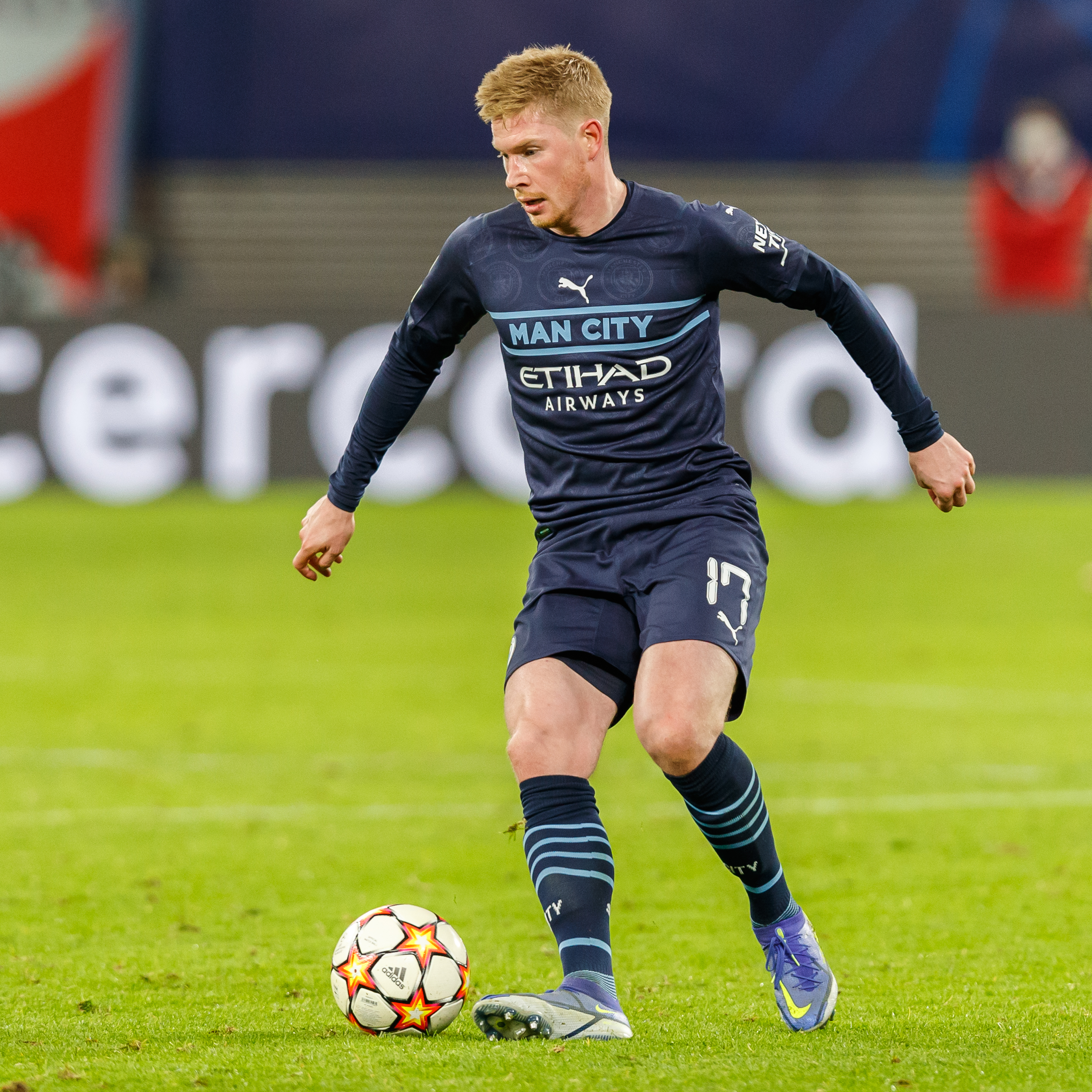
De Bruyne under en Champions League-match mot RB Leipzig, december 2021

Den 15 januari 2022 gjorde De Bruyne det enda målet i toppmötet mot Chelsea i Premier League som slutade i en 1–0-vinst. Vinsten gjorde att City utökade sin serieledning i toppen med 13 poäng före Chelsea på tredjeplats.

## Landslagskarriär
De Bruyne representerade Belgiens ungdomslandslag på U18-, U19- och U21-nivå. Han debuterade för det belgiska seniorlaget den 11 augusti 2010 i en vänskapsmatch mot Finland i Åbo som slutade i en 1–0-förlust.
Innan De gjorde gjorde sin debut för Belgiens seniorlag, var han tillgänglig att spela för Burundi, då hans mor är född i landet.

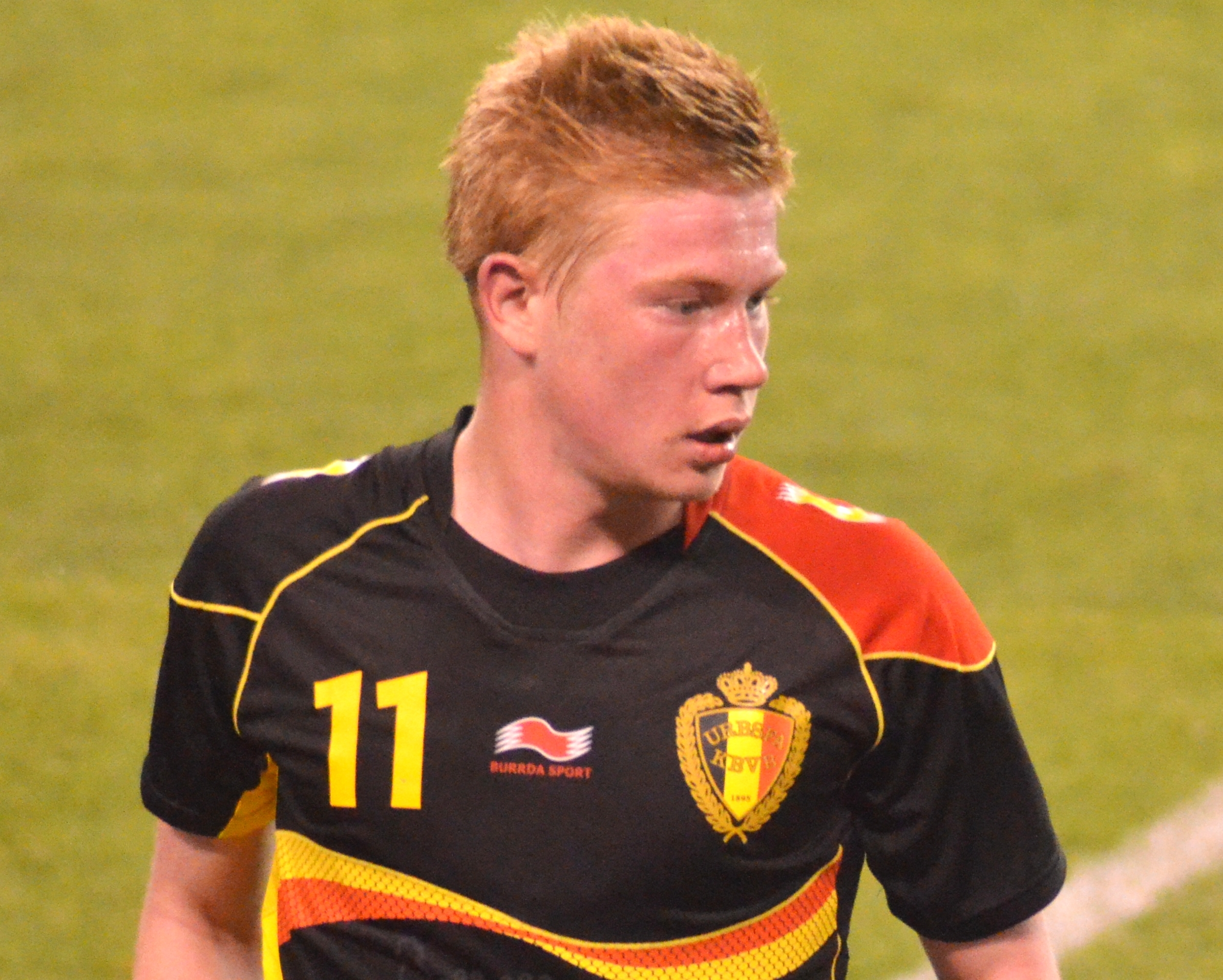
De Bruyne med Belgien 2013

De Bruyne blev en regelbunden spelare i Belgien under kvalet till världsmästerskapet 2014, där han gjorde fyra mål när Belgien kvalificerade sig för sin första VM-turnering på 12 år. 
Efter att tagit landet till VM blev han den 13 maj 2014 uttagen till truppen som skulle kamma hem trofén. I deras första match i turneringen ställdes Belgien mot Algeriet i Belo Horizonte. De Bruyne assisterade Marouane Fellainis kvitteringsmål i en match som med en 2–1-vinst. De Bruyne utsågs sedan till Man of the Match. I åttondelsfinalen gjorde De Bruyne Belgiens öppningsmål i den tredje matchminuten i förlängningen när de besegrade USA med 2–1.
Den 10 oktober 2014 gjorde De Bruyne två mål i en 6–0-vinst mot Andorra i EM-kvalet 2016, resultat blev även nationens största vinst i en europeisk kvalmatch sedan 1986. Den 3 september 2015 gjorde De Bruyne  mål i en 3–1-seger mot Bosnien och Hercegovina. Den 10 oktober 2015 gjorde De Bruyne  mål ännu en gång i en 4–1 seger mot Andorra. Tre dagar senare gjorde han mål i en 3–1-seger mot Israel, vilket säkerställde Belgiens bästa plats i ett EM-gruppspel någonsin. Den 31 maj 2016 valdes De Bruyne ut till Belgiens sista 23-mannatrupp för UM 2016. Den 18 juni 2016 berömdes De Bruyne för sin prestation i Belgiens 3–0-seger mot Irland. Den 26 juni 2016 utsågs De Bruyne till Man of the Match för sin prestation i en 4–0-seger mot Ungern då han gjorde två assist.
De Bruyne blev uttgän till Belgiens sista 23-mannatrupp för VM 2018. Den 18 juni, i öppningsmatchen mot debutanterna Panama, gjorde De Bruyne en assist till Romelu Lukaku i en match man vann med 3–0. Den 6 juli gjorde han det andra målet i en kvartsfinalen seger mot Brasilien, matchen slutade 2–1 och De Bruyne utsågs till Man of the Match. I semifinalen besegrades Belgien av Frankrike med 1–0, Frankrike kom sedan att vinna hela turneringen. Den 14 juli besegrade Belgien England med 2–0 för att därmed säkra en tredjeplats.

## Spelstil
De Bruyne spelar huvudsakligen som en offensiv mittfältare men kan också spela som yttermittfältare eller anfallare. Hans kritikerrosade spelstil har ofta lett till att media, tränare och kollegor rankar honom bland de bästa spelarna i Europa.

## Privatliv
De Bruyne själv berättat att han som ung var väldigt introvert, väldigt blyg och hade få vänner under sin uppväxt. När han som 14-åring fick chansen att börja spela för Genk beslöt han att flytta hemifrån, två timmar bort från sin hemstad, Drongen. Under sitt andra år i Genk flyttade han tillsammans med två andra in hos en fosterfamilj. De Bruyne beskrev att han, som den blyga person han var, mest höll sig för sig själv men tyckte ändå att allt gick bra. När året var slut och han reste hem till Drongen för sommaruppehåll vinkade värdfamiljen av honom och sa: ”Vi ses efter sommaren”.
Det skulle visa sig vara en lögn. När De Bruyne kom hem storgrät hans mamma. 
– "Jag trodde att någon hade dött. Jag frågade vad som var fel och min mamma sa orden som jag tror har format hela mitt liv: ”De vill inte ha dig tillbaka”."
De Bruyne fick förklarat för sig att fosterfamiljen tyckte att han var ”för tyst och svår” och att det inte gick att interagera med honom. De hade meddelat både klubben och De Bruynes föräldrar att de inte ville ha honom i sitt hem under nästa säsong.
De Bruyne var inte någon stor stjärna i ungdomslaget och Genk såg honom som ett problem. De ville inte betala en fosterfamilj åt honom den kommande säsongen, utan hänvisade honom till ett annat hem, ”för barn med problem” som De Bruyne själv beskrev det. Den sommaren tändes en eld i honom och han bestämde sig för att han skulle visa alla vad han gick för kommande säsong. Han tränade stenhårt och när han fick chansen som inhoppare i Genks andralag så tog han den. Han gjorde fem mål under den andra halvleken och han beskrev att det var då allt förändrades. Två månader senare var den 16-årige De Bruyne uppflyttad till Genks A-lag. Då kom hans förra fosterfamilj på besök.
– "De sa då att allt bara var ett missförstånd och att de ville att jag skulle bo hos dem igen. Men de hade sårat mig. Så här i efterhand kanske jag borde säga tack, för den erfarenheten var något som gav mig bränsle i min karriär."
De Bruynes mor är belgisk men är född i Burundi och har även bott i Elfenbenskusten. Hans hemstad, Drongen, är en liten ort i Östflandern och i regionen Flandern. Drongen ligger i den nederländsktalande delen av Belgien och har cirka 12 000 invånare. Bortsett från sitt modersmål  holländska talar De Bruyne också franska, engelska och tyska.
Sedan 2014 har De Bruyne haft ett förhållande med Michèle Lacroix, som meddelade den 28 september 2015 att hon var gravid med parets första son. Mason Milian De Bruyne föddes sedan den 10 mars 2016. Deras andra son, Rom De Bruyne, föddes den 31 oktober 2018. De Bruyne och Lacroix gifte sig i juni 2017. I april 2020 meddelade de att de väntade sitt tredje barn, dottern Suri De Bruyne,
som föddes i september 2020.
De Bruyne var ambassadör för Special Olympics 2014, i Antwerpen och var inblandad i en kontroversiell reklamkampanj via sitt personliga Instagram-konto. Genom att använda slogan (på nederländska) "skulle du fortfarande vara min fan om jag såg ut så här?" avbildades De Bruyne som en person med Downs syndrom.

## Statistik

### Klubblagsstatistik
| Klubb                                                | Säsong            | Inhemsk liga       | Inhemsk liga | Inhemsk liga | Nat. täv. | Nat. täv. | Internat. täv. | Internat. täv. | Totalt | Totalt |
| Klubb                                                | Säsong            | Serie              | SM           | Mål          | SM        | Mål       | SM             | Mål            | SM     | Mål    |
| ---------------------------------------------------- | ----------------- | ------------------ | ------------ | ------------ | --------- | --------- | -------------- | -------------- | ------ | ------ |
| Genk                                                 | 2008/09           | Jupiler Pro League | 2            | 0            | 0         | 0         | 0              | 0              | 2      | 0      |
| Genk                                                 | 2009/10           | Jupiler Pro League | 35           | 3            | 3         | 0         | 2              | 0              | 40     | 3      |
| Genk                                                 | 2010/11           | Jupiler Pro League | 32           | 5            | 0         | 0         | 3              | 1              | 35     | 6      |
| Genk                                                 | 2011/12           | Jupiler Pro League | 28           | 8            | 2         | 0         | 6              | 0              | 36     | 8      |
| Genk                                                 | Totalt i klubblag | Totalt i klubblag  | 97           | 16           | 5         | 0         | 11             | 1              | 113    | 17     |
| Werder Bremen (lån)                                  | 2012/13           | Bundesliga         | 33           | 10           | 1         | 0         | 0              | 0              | 34     | 10     |
| Werder Bremen (lån)                                  | Totalt i klubblag | Totalt i klubblag  | 33           | 10           | 1         | 0         | 0              | 0              | 34     | 10     |
| Chelsea                                              | 2013/14           | Premier League     | 3            | 0            | 3         | 0         | 3              | 0              | 9      | 0      |
| Chelsea                                              | Totalt i klubblag | Totalt i klubblag  | 3            | 0            | 3         | 0         | 3              | 0              | 9      | 0      |
| Wolfsburg                                            | 2013/14           | Bundesliga         | 16           | 3            | 2         | 0         | 0              | 0              | 18     | 3      |
| Wolfsburg                                            | 2014/15           | Bundesliga         | 34           | 10           | 6         | 1         | 11             | 5              | 51     | 16     |
| Wolfsburg                                            | 2015/16           | Bundesliga         | 1            | 0            | 2         | 1         | 0              | 0              | 3      | 1      |
| Wolfsburg                                            | Totalt i klubblag | Totalt i klubblag  | 51           | 13           | 10        | 2         | 11             | 5              | 72     | 20     |
| Manchester City                                      | 2015/16           | Premier League     | 25           | 7            | 6         | 6         | 10             | 3              | 41     | 16     |
| Manchester City                                      | 2016/17           | Premier League     | 36           | 6            | 6         | 0         | 7              | 1              | 49     | 7      |
| Manchester City                                      | 2017/18           | Premier League     | 37           | 8            | 7         | 3         | 8              | 1              | 52     | 12     |
| Manchester City                                      | 2018/19           | Premier League     | 19           | 2            | 9         | 4         | 4              | 0              | 32     | 6      |
| Manchester City                                      | 2019/20           | Premier League     | 35           | 13           | 6         | 1         | 7              | 2              | 48     | 16     |
| Manchester City                                      | 2020/21           | Premier League     | 25           | 6            | 7         | 1         | 8              | 3              | 40     | 10     |
| Manchester City                                      | 2021/22           | Premier League     | 30           | 15           | 5         | 2         | 10             | 2              | 45     | 19     |
| Manchester City                                      | 2022/23           | Premier League     | 32           | 7            | 7         | 1         | 10             | 2              | 49     | 10     |
| Manchester City                                      | 2023/24           | Premier League     | 18           | 4            | 6         | 0         | 2              | 2              | 26     | 6      |
| Manchester City                                      | 2024/25           | Premier League     | 28           | 4            | 5         | 2         | 7              | 0              | 40     | 6      |
| Manchester City                                      | Totalt i klubblag | Totalt i klubblag  | 285          | 72           | 64        | 20        | 73             | 16             | 422    | 108    |
| Antal matcher och mål är korrekt per den 27 maj 2025 |                   |                    |              |              |           |           |                |                |        |        |

### Landslagsstatistik
| Belgiens landslag |         |     |
| År                | Matcher | Mål |
| 2010              | 1       | 0   |
| 2011              | 1       | 0   |
| 2012              | 6       | 1   |
| 2013              | 11      | 3   |
| 2014              | 11      | 4   |
| 2015              | 8       | 4   |
| 2016              | 12      | 1   |
| 2017              | 8       | 0   |
| 2018              | 10      | 2   |
| 2019              | 6       | 4   |
| 2020              | 4       | 1   |
| 2021              | 10      | 3   |
| 2022              | 9       | 2   |
| 2023              | 2       | 1   |
| 2024              | 8       | 4   |
| 2025              | 2       | 0   |
| Totalt            | 109     | 30  |

#### Internationella mål
| Mål | Datum             | Plats                                      | Motståndare             | Mål | Resultat | Tävlingform                     |
| --- | ----------------- | ------------------------------------------ | ----------------------- | --- | -------- | ------------------------------- |
| 1.  | 12 oktober 2012   | Stadion Rajko Mitić, Belgrad, Serbien      | Serbien                 | 2–0 | 3–0      | VM-kval 2014                    |
| 2.  | 22 mars 2013      | Toše Proeski Arena, Skopje, Nordmakedonien | Nordmakedonien          | 1–0 | 2–0      | VM-kval 2014                    |
| 3.  | 7 juni 2013       | Kung Baudouin-stadion, Bryssel, Belgien    | Wales                   | 1–0 | 2–1      | VM-kval 2014                    |
| 4.  | 15 oktober 2013   | Kung Baudouin-stadion, Bryssel, Belgien    | Serbien                 | 1–0 | 1–1      | VM-kval 2014                    |
| 5.  | 26 maj 2014       | Luminus Arena, Genk, Belgien               | Luxemburg               | 5–1 | 5–1      | Vänskapsmatch                   |
| 6.  | 1 juli 2014       | Arena Fonte Nova, Salvador, Brasilien      | USA                     | 1–0 | 2–1      | VM 2014                         |
| 7.  | 10 oktober 2014   | Kung Baudouin-stadion, Bryssel, Belgien    | Andorra                 | 1–0 | 6–0      | EM-kval 2016                    |
| 8.  | 10 oktober 2014   | Kung Baudouin-stadion, Bryssel, Belgien    | Andorra                 | 2–0 | 6–0      | EM-kval 2016                    |
| 9.  | 3 september 2015  | Kung Baudouin-stadion, Bryssel, Belgien    | Bosnien och Hercegovina | 2–1 | 3–1      | EM-kval 2016                    |
| 10. | 10 oktober 2015   | Estadi Nacional, Andorra la Vella, Andorra | Andorra                 | 2–0 | 4–1      | EM-kval 2016                    |
| 11. | 13 oktober 2015   | Kung Baudouin-stadion, Bryssel, Belgien    | Israel                  | 2–0 | 3–1      | EM-kval 2016                    |
| 12. | 13 november 2015  | Kung Baudouin-stadion, Bryssel, Belgien    | Italien                 | 2–1 | 3–1      | Vänskapsmatch                   |
| 13. | 28 maj 2016       | Stade de Genève, Lancy, Schweiz            | Schweiz                 | 2–1 | 2–1      | Vänskapsmatch                   |
| 14. | 27 mars 2018      | Kung Baudouin-stadion, Bryssel, Belgien    | Saudiarabien            | 4–0 | 4–0      | Vänskapsmatch                   |
| 15. | 6 juli 2018       | Kazan Arena, Kazan, Ryssland               | Brasilien               | 2–0 | 2–1      | VM 2018                         |
| 16. | 11 juni 2019      | Kung Baudouin-stadion, Bryssel, Belgien    | Skottland               | 3–0 | 3–0      | EM-kval 2020                    |
| 17. | 9 september 2019  | Hampden, Glasgow, Skottland                | Skottland               | 4–0 | 4–0      | EM-kval 2020                    |
| 18. | 19 november 2019  | Kung Baudouin-stadion, Bryssel, Belgien    | Cypern                  | 2–1 | 6–1      | EM-kval 2020                    |
| 19. | 19 november 2019  | Kung Baudouin-stadion, Bryssel, Belgien    | Cypern                  | 3–1 | 6–1      | EM-kval 2020                    |
| 20. | 18 november 2020  | Den Dreef, Leuven, Belgien                 | Danmark                 | 4–2 | 4–2      | Uefa Nations League A 2020/2021 |
| 21. | 24 mars 2021      | Den Dreef, Leuven, Belgien                 | Wales                   | 1–1 | 3–1      | VM-kval 2022                    |
| 22. | 17 juni 2021      | Parken, Köpenhamn, Danmark                 | Danmark                 | 2–1 | 2–1      | EM 2020                         |
| 23. | 16 november 2021  | Cardiff City Stadium, Cardiff, Wales       | Wales                   | 1–0 | 1–1      | VM-kval 2022                    |
| 24. | 8 juni 2022       | Kung Baudouin-stadion, Bryssel, Belgien    | Polen                   | 2–1 | 6–1      | Uefa Nations League A 2022/2023 |
| 25. | 22 september 2022 | Kung Baudouin-stadion, Bryssel, Belgien    | Wales                   | 1–0 | 2–1      | Uefa Nations League A 2022/2023 |
| 26. | 28 mars 2023      | Rheinenergiestadion, Köln, Tyskland        | Tyskland                | 3–1 | 3–2      | Vänskapsmatch                   |
| 27. | 5 juni 2024       | Kung Baudouin-stadion, Bryssel, Belgien    | Montenegro              | 1–0 | 2–0      | Vänskapsmatch                   |
| 28. | 22 juni 2024      | Rheinenergiestadion, Köln, Tyskland        | Rumänien                | 2–0 | 2–0      | EM 2024                         |
| 29. | 6 september 2024  | Nagyerdei Stadion, Debrecen, Ungern        | Israel                  | 1–0 | 3–1      | Uefa Nations League A 2024/2025 |
| 30. | 6 september 2024  | Nagyerdei Stadion, Debrecen, Ungern        | Israel                  | 3–1 | 3–1      | Uefa Nations League A 2024/2025 |

## Meriter
Genk
- Jupiler Pro League: 2010/11[141]
- Belgiska cupen: 2008/09[141]
- Belgiska supercup: 2011[141]

VfL Wolfsburg
- DFB-Pokal: 2014/15[141]
- Tyska supercupen: 2015[142]

Manchester City
- Premier League: 2017/18, 2018/19, 2020/21, 2021/22, 2022/23, 2023/24[143]
- UEFA Champions League: 2022/2023
- FA-cupen: 2018/19,[144] 2022/23[145]
- Ligacupen: 2015/16,[146] 2017/18,[147] 2018/19,[148] 2019/20,[149] 2020/21[118]
- FA Community Shield: 2019[150], 2024[151]

Belgium
- FIFA World Cup tredjeplats: 2018[152]

Individuellt
- Bundesliga Young Player of the Year: 2012/13[153]
- Bundesliga Player of the Year: 2014/15[154]
- Bundesliga Team of the Year: 2014/15[155]
- UEFA Europa League Squad of the Season: 2014/15[156]
- Footballer of the Year (Tyskland): 2015[36]
- France Football World XI: 2015[157]
- Belgian Sportsman of the Year: 2015
- Manchester City Player of the Season: 2015/16,[158] 2017/18,[159] 2019/20,[160]2022/22
- Manchester City Goal of the Season: 2019/20[161]
- FIFA FIFPro World11: 2020[162][163]
- FIFA FIFPro World11 2nd team: 2018[164]
- FIFA FIFPro World11 3rd team: 2016[165]
- FIFA FIFPro World11 nominee: 2019 (8th midfielder)[166]
- IFFHS Men's World Team: 2017,[167] 2019,[168] 2020[169]
- UEFA Team of the Year: 2017,[170] 2019,[171] 2020[172]
- ESM Team of the Year: 2017/18, 2019/20[173]
- PFA Team of the Year: 2017/18 Premier League,[174] 2019/20 Premier League,[175]2020/21 Premier League, 2021/22 Premier League, 2022/23 Premier League
- Premier League Playmaker of the Season: 2017/18 (16 assists), 2019/20 (20 assists), 2022/23 (16 assists)
- UEFA Champions League Squad of the Season: 2017/18,[176] 2018/19,[177] 2019/20,[178]2020/21, 2021/22, 2022/23
- EA Sports FIFA Team of the Year: 2018,[179] 2019,[180] 2020,[181]2021, 2022, 2023
- FIFA World Cup Dream Team: 2018[182]
- Premier League Goal of the Month: November 2019,[183] Juli 2020[184]
- Premier League Player of the Season: 2019/20[185]
- PFA Players' Player of the Year: 2019/20[186], 2020/21[187]
- UEFA Men's Player of the Year Award: 2019/20 (andraplats)[188]
- UEFA Champions League Midfielder of the Season: 2019/20[189]
- World Soccer's Men's World Player of the Year: 2020 (andraplats)[190]
- Goal 50: 2019–20 (andraplats)
- IFFHS World's Best Playmaker: 2020[169]
- IFFHS UEFA Team of the Decade: 2011/2020[191]